# Millettia bussei
Millettia bussei là một loài rau đậu thuộc họ Fabaceae.
Loài này có ở Mozambique và Tanzania.